# モルゴーア・クァルテット
モルゴーア・クァルテット（英語: MORGAŬA QUARTET）は、日本の弦楽四重奏団。ショスタコーヴィチの弦楽四重奏曲を中心に据え、プログレッシヴ・ロックをもう一つの柱として、類例を見ない演奏活動を続けている。「モルゴーア（morgaŭa , これは英語読みで、元来は「モルガウア」と発音するのが正しい）」とはエスペラント語で「明日の」の意。

## 主な活動
- 1992年秋 ショスタコーヴィチの遺した全15曲の弦楽四重奏曲を演奏するため結成。
- 1993年6月 第1回定期演奏会を行う。
- 1998年1月 第10回「村松賞」を受賞。
- 2001年
  - 1月 第14回定期演奏会で、ショスタコーヴィチの15曲の弦楽四重奏曲全曲を完奏。
  - 4月 第2ヴァイオリンの青木高志が脱退、現メンバー戸澤哲夫が加入。
  - 11月から トリトン・アーツ・ネットワークとの共催公演で、モルゴーア・クァルテット ショスタコーヴィチ・シリーズをスタート。
- 2003年
  - 6月 第19回定期演奏会で、ベートーヴェンの後期弦楽四重奏曲を完奏。
  - 12月 ショスタコーヴィチの弦楽四重奏曲全曲を2度目の完奏。
- 2005年4月 マイスター・ミュージックより、ボロディン：弦楽四重奏曲集を発売。
- 2006年
  - 6月 第25回定期演奏会にてバルトークの弦楽四重奏曲全6曲を完奏。
  - 9月 トリトン・アーツ・ネットワークとの共催で、ショスタコーヴィチ生誕100周年記念 弦楽四重奏曲 全曲演奏会を開催。
- 2008年11月 東京フィルハーモニー交響楽団第761回サントリー定期シリーズに、マルティヌー作曲「弦楽四重奏と管弦楽のための協奏曲」のソリストとして出演。
- 2009年1月 第30回定期演奏会で、ベートーヴェンの中期弦楽四重奏曲を完奏。
- 2011年5月 前年の「アリオン賞」を受賞。
- 2015年に「第42回定期演奏会」について第14回佐川吉男音楽賞奨励賞を受賞。
- 2015年12月31日から翌2016年1月1日にかけて、横浜みなとみらいホール小ホールにてショスタコーヴィチ弦楽四重奏曲 全15曲演奏会を開催。
- 2017年に結成25年を迎える[1]。JXTG音楽賞洋楽部門（本賞）を受賞。

## メンバー
荒井英治（あらいえいじ）
第1ヴァイオリン。2016年まで東京フィルハーモニー交響楽団ソロ・コンサートマスターを務める。現在は、日本センチュリー交響楽団首席客員コンサートマスターおよび名古屋フィルハーモニー交響楽団の首席客演コンサートマスター、東京シティ・フィルハーモニック管弦楽団特別客演コンサートマスター。東京音楽大学教授。
1957年生まれ。桐朋学園大学出身。鈴木共子、江藤俊哉に師事。
1971年、全日本学生音楽コンクール中学の部で東日本第2位を獲得。1973年には、同コンクール高校の部で全国1位を獲得した。
プログレッシブ・ロックの大ファンであることを公言しており、アルバム『21世紀の精神正常者たち』及び『原子心母の危機』では編曲を務めた。
戸澤哲夫（とざわてつお）
第2ヴァイオリン。東京シティ・フィルハーモニック管弦楽団コンサートマスター。
1971年東京都生まれ。東京藝術大学出身、同大学院修士課程を修了。大学院在学中の1995年1月より、東京シティ・フィルハーモニック管弦楽団コンサートマスターに就任、現在も活動を続けている。
1996年から安田弦楽四重奏団のメンバーに参加。東京シティ・フィル、新星日本交響楽団（東京フィルハーモニー交響楽団）、広島交響楽団など、ソリストとしても協演を果たす。1997年4月には、チャイコフスキーの協奏曲にてアメリカデビューを果たした。
1998年11月より1年間、ドイツ・ベルリンに留学、元ベルリン･フィルコンサートマスターのライナー・クスマウルのもとで研鑽を積む。
2001年4月、現メンバーとして加わる。
小野富士（おのひさし）
ヴィオラ。元NHK交響楽団ヴィオラ奏者。
1955年福島県出まれ。東海大学工学部電気工学科、及び東京藝術大学音楽学部器楽科ヴィオラ専攻卒業。
1986年、第21回東京国際音楽コンクール弦楽四重奏部門で"齋藤秀雄賞"受賞。
1981年～1985年の東京フィルハーモニー交響楽団副首席奏者を務める。1987年3月、NHK交響楽団に入団。同年10月から2015年2月まで同楽団フォアシュピーラーを務める。
藤森亮一（ふじもりりょういち）
チェロ。NHK交響楽団首席奏者。東邦音楽大学特任教授、国立音楽大学客員教授、東京藝術大学非常勤講師を務める。
1963年京都府出まれ。徳永兼一郎、上村昇、河野文昭、ワルター・ノータスに師事。
1982年東京音楽大学に特待生で入学、同年に第29回文化放送音楽賞を受賞。1983年、第52回日本音楽コンクールチェロ部門第1位。1986年、第21回東京国際音楽コンクール弦楽四重奏部門・斉藤秀雄賞受賞。1987年、NHK交響楽団に入団。1990年にドイツへ留学、ミュンヘンでさらに研鑽を積む。
2000年にはチェロ四重奏ラ・クァルティーナを結成。2007年には第26回京都府文化賞功労賞を受賞した。

## プログレッシブ・ロックの作品
荒井英治は自分が大のプログレッシブ・ロックのファンで小学校高学年から1970年代にかけて熱中していたと公言している。日本コロムビアより発売された『21世紀の精神正常者たち』、『原子心母の危機』では、キング・クリムゾン、イエス、エマーソン・レイク・アンド・パーマー（ELP）などプログレッシブ・ロック・バンドの楽曲を弦楽四重奏で演奏した。『原子心母の危機』に収録された「ザ・ランド・オブ・ライジング・サン」は、ELPのキース・エマーソンが東日本大震災の被災者に捧げて自分が作曲したピアノ曲を弦楽四重奏曲に編曲することを荒井に提案したことにより生まれた作品である。
荒井はELPの組曲「タルカス」を吉松隆が編曲したオーケストラ版の録音に、東京交響楽団のコンサートマスターとして参加した。
定期演奏会では同じ楽曲を演奏しないという原則を置いているが、プログレッシブ・ロックだけは例外とされている。

## ディスコグラフィ

### アルバム
- ディストラクション ロック・ミーツ・ストリングス（1998年2月25日）
  1. アトム・ハーツ・クラブ・クァルテット(吉松隆)
  2. レッド・ツェッペリンに導かれて
  3. イエス・ストーリー
    1. ラウンド・アバウト
    2. ロング・ディスタンス・ラン・アラウンド
    3. シベリアン・カントゥルー

  4. キング・クリムゾンの肖像
    1. レディース・オブ・ザ・ロード
    2. 太陽と戦慄パート1~3.21世紀の精神異常者

- ボロディン：弦楽四重奏曲集（2005年4月25日）
  1. 弦楽四重奏曲第2番 ニ長調（String Quartet No. 2 in D Major）
    1. Allegro moderato
    2. Scherzo: Allegro
    3. Notturno: Andante
    4. Finale: Andante - Vivace

  2. 弦楽四重奏曲第1番 イ長調（String Quartet No. 1 in A Major）
    1. Moderato - Allegro
    2. Andante con moto - Fugato: Un poco piu moso
    3. Scherzo: Prestissimo
    4. Andante - Allegro risoluto

- 夜の歌 尾崎宗吉作品集成 (2011年11月7日)
  1. 小弦楽四重奏曲
    1. Allegro
    2. Andante
    3. Rondo Scherzando.Vivace

  2. 幻想曲とフーガ
  3. 初夏小品
  4. チェロ・ソナタ
    1. Allegro
    2. Andante

  5. ヴァイオリン・ソナタ第2番
    1. Allegretto
    2. Lento
    3. Allegro
    4. Nachtstuck.Langsam,mit wenig Ausdruck
    5. Toccata.Schnelle Halbe

  6. 夜の歌

- 21世紀の精神正常者たち（2012年6月20日）
  1. 21世紀のスキッツォイド・マン（キング・クリムゾン）
  2. 月影の騎士（ジェネシス）
  3. 悪の教典#9 第一印象・パート1（エマーソン・レイク・アンド・パーマー）
  4. 太陽讃歌（ピンク・フロイド）
  5. マネー（ピンク・フロイド）
  6. メタル・マスター（メタリカ）
  7. アフターグロウ（ジェネシス）
  8. クリムゾン・キングの宮殿（キング・クリムゾン）
  9. 同志～人生の絆、失墜（イエス）
  10. 暗黒（キング・クリムゾン）

- 原子心母の危機（2014年5月21日）
  1. レッド（キング・クリムゾン）
  2. 原子心母（ピンク・フロイド）
  3. 平和～堕落天使（キング・クリムゾン）
  4. ザ・シネマ・ショウ～アイル・オブ・プレンティ（ジェネシス）
  5. トリロジー（エマーソン・レイク・アンド・パーマー）
  6. 危機（イエス）
  7. ザ・ランド・オブ・ライジング・サン（キース・エマーソン）